# Бигар (Горњи Пиринеји)
Бигар (фр. Bugard) насеље је и општина у јужној Француској у региону Миди Пирене, у департману Горњи Пиринеји која припада префектури Тарб.
По подацима из 2011. године у општини је живело 89 становника, а густина насељености је износила 16,73 становника/km². Општина се простире на површини од 5,32 km². Налази се на средњој надморској висини од 420 метара (максималној 458 m, а минималној 318 m).

## Демографија
| 1962. | 1968. | 1975. | 1982. | 1990. | 1999. | 2011. |
| ----- | ----- | ----- | ----- | ----- | ----- | ----- |
| 94    | 111   | 100   | 95    | 93    | 99    | 89    |

График промене броја становника у току последњих година